# 隆派恩菌属
隆派恩菌属为巴斯德氏菌科的一个属。该属的模式种为考拉隆派恩菌（Lonepinella koalarum）。
考拉（Phascolarctos cinereus）几乎只以桉树叶为食，由于桉树叶含有不同浓度的许多不同的有毒化合物，考拉自身有巴斯德菌科隆派恩菌属考拉隆派恩菌（Lonepinella koalarum），可以分解其中一些有毒化合物。

## 下属物种
- 考拉隆派恩菌 Lonepinella koalarum Osawa et al. 1996